# Власюк Валерій Володимирович
Валерій Володимирович Власюк (нар. 21 червня 1963 року, село Теліжинці, Ізяславський (нині Шепетівський) район, Хмельницька область.) - поет, лауреат Всеукраїнської літературної премії ім. Василя Симоненка. Член Національної спілки письменників України.

## Життєпис
Валерій Володимирович Власюк народився 21 червня 1963 року у селі Теліжинці  Ізяславського  (нині Шепетівський) району  Хмельницької області. Тут же закінчив восьмирічну школу. Середню освіту здобув у сусідньому селі Білогородка. У 1981 році поступив у Київський державний університет ім. Т. Шевченка. Отримав фах географа гідролога-гідрохіміка, закінчивши географічний факультет університету у 1986 році..  З 1983 року проживає у місті Черкаси. В 1986 році після закінчення університету отримав направлення  у Черкаську геологорозвідувальну експедицію на посаду  гідрогеолога. Працював на  Черкащині  та Кіровоградщині.
Із 1994 року  більше 7 років працює у школі  учителем  географії,  залишивши роботу  в геології через проблеми у галузі.  З 2001 року переходить на роботу  у ВАТ «Черкасигаз» на посаду майстра, де й працює до 2008 року. З 2008 року і по сьогоднішній день  працює  інженером у КП «Черкасиводоканал»  на виборній посаді. 

## Літературна діяльність
Віршувати почав із дитячих років.  Під час навчання в університеті (1981 - 1986 рр.)  продовжує  писати « у стіл». В період роботи у  Черкаській  геологорозвідувальній  експедиції  наполегливо працює  у НРУ, друкується  у пресі  Руху. Під час роботи в школі ( 1994-2001 рр.) пише  ряд  географічних віршованих загадок і акровіршів для учнів. Частина із написаного була надрукована  у педагогічній періодиці. Автор  і співавтор  методичних розробок для шкільного курсу географії України.
З 2008 року  почав відвідувати літоб’єднання ім. В. Симоненка. В цей же час починає публікуватися  у періодиці:  «Літературна Україна» , «Сільські обрії»,  «Черкаський край», «Сільські вісті». Пише  вірші, коротку  прозу, пародії. Учасник  літературного  проекту «Чернетка» Тетяни Брукс.  Співавтор колективних збірників та альманахів,  зокрема часопису  «Холодний Яр».
Лауреат Всеукраїнської літературної премії імені Василя Симоненка   2021 року.

### Поетичні збірки
- «Не моя. НЕМО я.» - 2019 рік
- «НЕБО. НЕ, БО»  - 2022 рік

Член Національної спілки письменників  України з 5 травня 2023 року.